# 横蟹蛛
横蟹蛛（学名：Thomisus transversus）为蟹蛛科蟹蛛属的动物。在中国大陆，分布于四川等地。该物种的模式产地在四川。